# Tillobroma obtusa
Tillobroma obtusa là một loài ruồi trong họ Asilidae. Tillobroma obtusa được Engel miêu tả năm 1929. Loài này phân bố ở vùng Tân nhiệt đới.